# Medal Koronacyjny Mohammada Rezy Pahlawiego

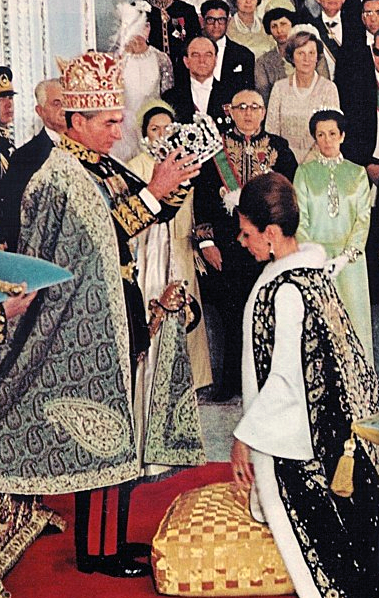
Pahlawi koronuje swoją żonę, Farah Pahlawi, na ceremonii ich koronacji

Medal Koronacyjny Mohammada Rezy Pahlawiego – odznaczenie pamiątkowe z okazji koronacji szacha Iranu Mohammada Rezy Pahlawiego oraz jego małżonki Farah Pahlawi, który 26 października 1967 koronował się na szachinszacha, a żonę na szachbanu.
Po 26 latach panowania szach (król) postanowił przybrać starożytny tytuł szachinszacha (króla królów, cesarza, imperatora), podczas uroczystej ceremonii koronacyjnej w Teheranie. Wcześniej nie chciał się koronować, ponieważ bycie cesarzem biednego kraju nie traktował jako zaszczyt, a tytuł ten przyjął, dopiero gdy uznał, że na niego zasługuje.
Medal jest okrągły, wykonany z jednego kawałka metalu z wyrytymi profilami pary cesarskiej na awersie i napisami w języku perskim na rewersie. Przymocowany jest do niebieskiej wstążki z żółtymi paskami po bokach, wiązanej na sposób francuski (w sposób użyty np. przy krzyżu kawalerskim Legii Honorowej), na której umieszczono okucie w kształcie korony Pahlawich.